# Tituria sativa
Tituria sativa är en insektsart som beskrevs av Cai och Shen 1998. Tituria sativa ingår i släktet Tituria och familjen dvärgstritar. Inga underarter finns listade i Catalogue of Life.